# Walter Meyer
Walter Meyer   (Tangermünde, 14 de setembre de 1904 - Buchenwald, 5 de desembre de 1949) va ser un remer alemany que va competir durant la dècada de 1930.
El 1932 va prendre part en els Jocs Olímpics de Los Angeles, on guanyà la medalla d'or en la competició del quatre amb timoner del programa de rem. Formà equip amb Hans Eller, Horst Hoeck, Joachim Spremberg i Carlheinz Neumann.
Destacat membre del Partit Nazi, va ser arrestat pels russos el 1945 i empresonat a l'antic camp de concentració de Buchenwald, on va morir de tuberculosi el 1949.